# ICICI Bank
ICICI Bank — второй крупнейший банк Индии после State Bank of India. Штаб-квартира в Мумбаи (штат Махараштра). Значительную роль в деятельности играет страхование (около половины выручки).
Банк был основан в 1955 году как Industrial Credit and Investment Corporation of India (Индийская корпорация промышленного кредитования и инвестиций) по инициативе Всемирного банка, правительства Индии и представителей промышленности Индии. До конца 1980-х годов банк занимался долгосрочным финансированием проектов по развитию промышленности. В 1994 году этот государственный банк развития был реорганизован в коммерческий банк ICICI Bank Limited. В 1999 году ICICI стал первой индийской компанией, разместившей акции на Нью-Йоркской фондовой бирже.
Крупнейшим индийским акционером является государственная страховая компания Life Insurance Corporation of India (6 %). Почти 60 % акций принадлежат зарубежным инвесторам; хранителем американских депозитарных расписок банка (составляющих 21,5 % акционерного капитала) является Deutsche Bank Trust Company Americas.
Сеть банка насчитывает 5266 отделений и 14 136 банкоматов. Дочерние компании имеются в Великобритании и Канаде, отделения в КНР, Гонконге, Сингапуре, ОАЭ, ЮАР, США, Бахрейне, представительства в Бангладеш, Непале, Малайзии и Индонезии. Через дочерние компании ICICI Prudential Life Insurance Company, ICICI Lombard General Insurance Company и ICICI Prudential Asset Management Company банк предоставляет услуги страхования жизни и управления активами (эти компании являются совместными предприятиями с британской страховой компанией Prudential plc). Также имеется офшорная дочерняя компания на Маврикии ICICI International Limited.
Выручка банка за финансовый год, закончившийся 31 марта 2021 года, составила 1,19 трлн рупий, из них 465 млрд пришлось на чистый процентный доход (доход 892 млрд, расход 426 млрд), 479 млрд на доход от страховой деятельности. Активы на конец марта 2021 года составили 15,74 трлн рупий ($215 млрд), из них 7,92 пришлось на выданные кредиты, 5,37 трлн — на инвестиции в ценные бумаги (из них 2,43 трлн индийских гособлигаций). Принятые депозиты составили 9,6 трлн рупий. На деятельность вне Индии пришлось 9 % активов и 2 % выручки.
Основные подразделения:
- Розничный банкинг — банковские услуги частным лицам, в основном ипотечное кредитование и приём депозитов; выручка 308 млрд рупий, активы 4,12 трлн.
- Оптовый банкинг — банковское обслуживание компаний; выручка 147 млрд рупий, активы 3,26 трлн.
- Казначейские услуги — выручка 117 млрд рупий, активы 4,6 трлн.
- Другие банковские услуги — деятельность дочерних банков в Великобритании (ICICI Bank UK PLC) и Канаде (ICICI Bank Canada); выручка 14 млрд рупий, активы 750 млрд.
- Страхование жизни — выручка 436 млрд рупий, активы 2,17 трлн.
- Другие виды страхования — выручка 116 млрд рупий, активы 390 млрд.
- Прочее — управление активами, операции с ценными бумагами и другая деятельность; выручка 62 млрд рупий, активы 446 млрд.